# Kóstas Karamanlís
Pour les articles homonymes, voir Karamanlis.
Konstantínos Alexándrou Karamanlís (en grec Κωνσταντίνος Αλεξάνδρου Καραμανλής) ou Kóstas Karamanlís (en grec Κώστας Καραμανλής), né le 14 septembre 1956 à Athènes, est un homme d'État grec. Président du parti Nouvelle Démocratie de 1997 à 2009, il est Premier ministre de Grèce entre 2004 et 2009. 
Il est le neveu de l'ancien président Konstantínos Karamanlís.

## Biographie

### Jeunesse
Né à Athènes, Kóstas Karamanlís est le neveu de Konstantínos Karamanlís, qui fut Premier ministre à quatre reprises de 1955 à 1981.
Il fait des études à la faculté de droit de l’université d’Athènes, au Deree College (en) (établissement américain d'Athènes) et obtient un doctorat à la Fletcher School of Law and Diplomacy de l’université Tufts, près de Boston, aux États-Unis, où il obtient un mastère de sciences politiques.
Membre de la section jeune de Nouvelle Démocratie de 1974 à 1979 et de 1984 à 1989, il exerce parallèlement le métier d'avocat et enseigne les sciences politiques, l’histoire de la diplomatie et le droit des entreprises au Deree College.
Il est président de la Société d'études macédoniennes et membre-conseiller à vie de l'Institut Constantin Karamanlis pour la Démocratie (en).
En 1986, il est élu à la tête du mouvement pacifiste KIPAEA et du Centre hellénique pour la promotion de l'Union européenne.
Il exerce son métier d'avocat de 1987 à 1989 auprès du barreau d'Athènes et entre en collaboration avec le journal grec Oikonomikos Tachidromos.

### Début de carrière politique

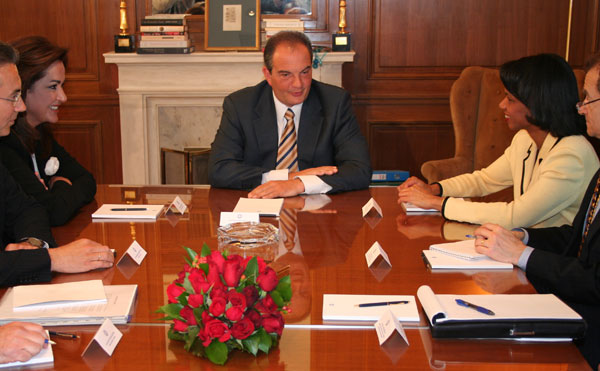
Dóra Bakoyánni (à gauche), Konstantínos Karamanlís (au centre) et Condoleezza Rice (à droite), le 25 avril 2006.

Il commence sa carrière d'élu lorsqu’il devient député en 1989, en représentant la ville de Thessalonique au Parlement (néanmoins il représente la ville de Larissa en 2004).
Il est élu secrétaire auprès du président de l'Assemblée en 1989, chargé de la stratégie politique de la Nouvelle Démocratie.
Il est élu au Comité central de son parti en 1994.
Lors du 40e Congrès de la Nouvelle Démocratie il est élu président du parti à une forte majorité en 1997.
Il est également vice-président du Parti populaire européen de 1999 à 2002.
En juin 2002 il est élu vice-président de l'Union démocratique internationale.
En 2001, il est nommé chef de l'initiative pour la démocratie dans l'ouest des Balkans par le Parti populaire européen et est même nommé en 2003 président du Forum pour le sud-est de l'Europe.

### Premier mandat
La victoire de son parti aux législatives de 2004 lui permet d'accéder à la fonction de Premier ministre en tant que président du nouveau parti majoritaire Nouvelle Démocratie.
Kostas Karamanlis est élu notamment, pour faire baisser un chômage atteignant alors 11,4 % mais ses priorités sont aussi la politique économique et agricole entre autres.
Konstantínos Karamanlís prête serment le 10 mars 2004.
Durant son premier mandat il s'attache à boucler les préparatifs pour les Jeux olympiques d'Athènes qui ont lieu trois mois plus tard, le PASOK affirme que les JO sont un prétexte pour ne pas tenir ses promesses.
Alors que la Grèce est pointée du doigt par l'Union européenne pour son déficit budgétaire, Karamanlis divise le budget en deux pour atteindre en mars 2006 2,6 %.
Son gouvernement fait également de nombreuses réformes dans l'éducation, alors que de nombreux étudiants grecs partaient à l'étranger; ces réformes aboutissent à des protestations étudiantes pendant l'été 2006.
Son gouvernement suit ensuite une politique largement libérale.
Sur le plan économique le Premier ministre Kostas Karamanlis peut s'appuyer sur de bons résultats économiques (croissance du PIB, diminution du taux de déficit public).
Cependant son gouvernement n'a pas engagé toutes les réformes demandées par l’Union européenne, sur les retraites ou la privatisation.
Il a dû faire face également à quelques scandales politico-financiers ayant touché son gouvernement.
Mais le plus grand revers de son gouvernement reste les incendies meurtriers qui ont touché son pays, durant l'été 2007 ; la gauche lui reproche, en effet, sa mauvaise gestion de ces événements.

### Deuxième mandat
Son parti reste favori face au PASOK même si l'écart de points s'est réduit, conséquemment aux derniers événements, lorsqu’il demande la dissolution du Parlement le 16 août 2007 qui entraîne de nouvelles élections.
De plus la majorité des Grecs le trouve plus apte à gouverner que son opposant George Papandréou.
Kostas Karamanlis s'engage à lutter activement contre la corruption encore trop importante en Grèce et à poursuivre ses réformes. Ainsi il avance qu'il a besoin de ces élections pour boucler son budget et poursuivre ses réformes économiques.
Les élections de 2007 marquent tout de même la victoire de la Nouvelle Démocratie contre son opposant historique le PASOK mais à une courte majorité (41,9 % alors qu'il faut 41 % pour avoir la majorité assurée). Cependant ces élections marquent le recul des deux principaux partis et la montée du KKE, du Synaspismos (deux partis d'extrême gauche) et du parti d'extrême droite LAOS qui entre au Parlement (la Vouli, en grec moderne, Βουλή). Il entame son second mandat le 16 septembre 2007.
Des scandales politico-financiers ont entaché l'image de son gouvernement, qui fin 2008 n'avait plus qu'une voix de majorité parlementaire. 
Le 6 décembre 2008, la mort d'un jeune homme de 15 ans tué par balles par un policier d'Athènes a été le détonateur d'émeutes qui se sont prolongées sur plusieurs jours et nuits, avec, pour conséquence, plusieurs millions de dégâts dans les centres-villes, des centaines d'arrestations, d'importantes manifestations violentes, soutenues par la gauche, ainsi qu'une grève générale pour protester contre la cherté de la vie, le chômage (surtout chez les jeunes, avec 22,9 % pour les 15-24 ans, soit un record dans l'Union européenne), la réforme des retraites, etc.
Le 2 septembre 2009, il décide d'avancer la date des élections législatives au 4 octobre, justifiant ce choix par le fait qu'« il faut éclaircir le paysage politique et mettre en place une série de mesures nécessaires pour sortir de la crise économique » car la Grèce avait devant elle « deux années très difficiles ». Son gouvernement a été également mis en cause dans les révélations du magazine Hot Doc de Kóstas Vaxevánis, où est mentionné l'arrangement fiscal dont bénéficie le monastère orthodoxe de Vatopedi, sur le mont Athos, ce qui avait conduit deux ministres à démissionner. 
Le jour du scrutin, la Nouvelle Démocratie subit une importante défaite avec 33,4 % des voix et 91 sièges sur 300, contre 43,9 % et 160 députés pour le Mouvement socialiste panhellénique (PASOK). Le soir-même du scrutin, il annonce son intention « de mettre en route la procédure pour convoquer un congrès exceptionnel du parti dans un mois » auquel il ne sera pas lui-même candidat.
Kostas Karamanlis est favorable à l'adhésion de la Turquie mais sous conditions : la participation d'Ankara à résoudre le problème chypriote, la réouverture d'un séminaire orthodoxe grec basé à Istanbul qui est fermé depuis vingt ans et l'expansion des droits des minorités religieuses.

### Après 2009
En 2009, Georges Papandréou révèle que le déficit public grec n'est pas de 6 % comme le prétendait Kostas Karamanlis, mais de 12,7 %.
Aux élections législatives grecques de janvier 2015, il est élu député au Parlement grec sur la liste de la Nouvelle Démocratie dans la première circonscription de Thessalonique.